# Andes garambaensis
Andes garambaensis är en insektsart som beskrevs av Synave 1963. Andes garambaensis ingår i släktet Andes och familjen kilstritar. Inga underarter finns listade i Catalogue of Life.